# Phnom Penh Crown FC
El Phnom Penh Crown FC es un club de fútbol de Camboya con sede en la capital Nom Pen.

## Historia
Fue fundado en 2001 con el nombre de Samart United. En 2005, por motivos de patrocinio, cambió su nombre a Hello United. En 2006 cambió de nombre de nuevo, esta vez a Phnom Penh United. En 2007 se fusionó junto con el Khmer Empire y cambió su nombre a Phnom Penh Empire. A finales de 2008, el club decidió cambiar su nombre por última vez al nombre actual.
El club ha ganado cuatro campeonatos de la Liga Camboyana (2002, 2008, 2010, 2011), ha sido subcampeón de liga en 2005 y 2006, campeón de la Copa Hun Sen en 2008 y 2009 y subcampeón de la Copa Presidente de la AFC en 2011.

## Palmarés
- Liga C: 8

2002 (como Samart United), 2008, 2010, 2011, 2014, 2015, 2021, 2022.
- Copa Hun Sen: 2

2008, 2009.
- Supercopa de Camboya: 1

2022
- Copa de la Liga de Camboya: 1

2022

## Participaciones en competiciones de la AFC
- Copa Presidente de la AFC : 4 apariciones

2005: Fase de grupos
2009: Fase de grupos
2011: Subcampeones
2012: Segunda ronda
- Copa AFC: 2 apariciones

2017 - Playoff
2022 - Fase de grupos
2023/24 - Semifinales de zona
Partidos del club en competiciones AFC
| Temporada | Torneo                    | Ronda               | País                   | Club | Casa | Visita   |
| --------- | ------------------------- | ------------------- | ---------------------- | ---- | ---- | -------- |
| 2005      | Copa Presidente de la AFC | Grupo B             | Dordoi-Dynamo          | 1–6  | 1–6  | 4º Lugar |
| 2005      | Copa Presidente de la AFC | Grupo B             | WAPDA                  | 2–1  | 2–1  | 4º Lugar |
| 2005      | Copa Presidente de la AFC | Grupo B             | Blue Star              | 2–3  | 2–3  | 4º Lugar |
| 2009      | Copa Presidente de la AFC | Grupo C             | Kanbawza FC            | 3–4  | 3–4  | 3º Lugar |
| 2009      | Copa Presidente de la AFC | Grupo C             | Dordoi-Dynamo          | 1–3  | 1–3  | 3º Lugar |
| 2009      | Copa Presidente de la AFC | Grupo C             | Yeedzin FC             | 3–1  | 3–1  | 3º Lugar |
| 2011      | Copa Presidente de la AFC | Grupo A             | Don Bosco SC           | 3–0  | 3–0  | 2º Lugar |
| 2011      | Copa Presidente de la AFC | Grupo A             | Abahani Limited        | 1–0  | 1–0  | 2º Lugar |
| 2011      | Copa Presidente de la AFC | Grupo A             | Neftchi Kochkor-Ata    | 0–1  | 0–1  | 2º Lugar |
| 2011      | Copa Presidente de la AFC | Segunda ronda       | Neftchi Kochkor-Ata    | 2–1  | 2–1  | 1º Lugar |
| 2011      | Copa Presidente de la AFC | Segunda ronda       | Yadanarbon FC          | 4–0  | 4–0  | 1º Lugar |
| 2011      | Copa Presidente de la AFC | Final               | Taipower               | 2–3  | 2–3  | 2–3      |
| 2012      | Copa Presidente de la AFC | Grupo B             | Yeedzin FC             | 8–0  | 8–0  | 2º Lugar |
| 2012      | Copa Presidente de la AFC | Grupo B             | Nepal Police Club      | 1–0  | 1–0  | 2º Lugar |
| 2012      | Copa Presidente de la AFC | Grupo B             | Dordoi Bishkek         | 0–1  | 0–1  | 2º Lugar |
| 2012      | Copa Presidente de la AFC | Segunda ronda       | Dordoi Bishkek         | 0–2  | 0–2  | 3º Lugar |
| 2012      | Copa Presidente de la AFC | Segunda ronda       | Istiklol               | 0–6  | 0–6  | 3º Lugar |
| 2017      | Copa AFC                  | Play-off            | Home United            | 3–4  | 0–3  | 3–7      |
| 2022      | Copa AFC                  | Grupo I             | Hougang United         | 3–4  | 3–4  | 3º Lugar |
| 2022      | Copa AFC                  | Grupo I             | Viettel FC             | 0–1  | 0–1  | 3º Lugar |
| 2022      | Copa AFC                  | Grupo I             | Young Elephants        | 4–2  | 4–2  | 3º Lugar |
| 2023–24   | Copa AFC                  | Ronda preliminar 2  | Young Elephants        | 3–0  | 3–0  | 3–0      |
| 2023–24   | Copa AFC                  | Ronda de play-off   | Tampines Rovers        | 3–2  | 3–2  | 3–2      |
| 2023–24   | Copa AFC                  | Grupo F             | Dynamic Herb Cebu      | 4–0  | 3–0  | 2º Lugar |
| 2023–24   | Copa AFC                  | Grupo F             | Shan United            | 4–0  | 1–2  | 2º Lugar |
| 2023–24   | Copa AFC                  | Grupo F             | Macarthur              | 3–0  | 0–5  | 2º Lugar |
| 2023–24   | Copa AFC                  | Semifinales de zona | Central Coast Mariners | 0–4  | 0–4  | 0–4      |

## Participación en competiciones de la ASEAN
- Campeonato de Clubes de la ASEAN: 1 aparición

2003: Fase de grupos
- Copa de Singapur: 5 apariciones

2007: Primera ronda
2008: Primera ronda
2009: Cuartos de final
2010: Primera ronda
2011: Primera ronda
- Campeonato de Clubes Mekong: 1 aparición

2014 - 3.er lugar

## Jugadores

### Jugadores destacados
- Chan Rithy
- Peng Bunchay
- Keo Sokngon
- Srey Veasna
- Oscar Mpoko
- Mohamadou Ousmanou
- Samuel Ajayi
- Tunji Akeeb Ayoyinka
- Jean Roger Lappe Lappe
- Prince Justine Uche

### Capitanes
Capitán por años (2011–presente)
| Año  | Capitán          | Nacionalidad | Vicecapitán      | Nacionalidad |
| ---- | ---------------- | ------------ | ---------------- | ------------ |
| 2011 | Thul Sothearith  | Camboya      | Kouch Sokumpheak | Camboya      |
| 2012 | Kouch Sokumpheak | Camboya      | Khim Borey       | Camboya      |
| 2013 | Kouch Sokumpheak | Camboya      | Khim Borey       | Camboya      |
| 2014 | Kouch Sokumpheak | Camboya      | Khim Borey       | Camboya      |
| 2015 | Boris Kok        | Camboya      | Odion Obadin     | Nigeria      |
| 2016 | Boris Kok        | Camboya      | Keo Sokngon      | Camboya      |
| 2017 | Shane Booysen    | Sudáfrica    | Boris Kok        | Camboya      |
| 2018 | Ouk Sothy        | Camboya      | Orn Chanpolin    | Camboya      |
| 2019 | Ouk Sothy        | Camboya      | Orn Chanpolin    | Camboya      |
| 2020 | Orn Chanpolin    | Camboya      | Boris Kok        | Camboya      |

## Entrenadores
- Apisit Im Amphai 2010–2011
- Bojan Hodak 2011
- Dave Booth 2011–2012
- Sam Schweingruber 2012–2016
- Oriol Mohedano 2016
- Sam Schweingruber 2016
- Oleg Starynskyi 2016-2017
- Sean Sainsbury 2017-2018
- Leonardo Vitorino 2018-2019
- Sum Vanna 2019-2020
- Oleg Starynskyi 2020